# Ukrainska grekisk-katolska kyrkan
Ukrainska grekisk-katolska kyrkan, (ukrainska: Українська греко-католицька церква, förkortat УГКЦ/Ukrajinska greko-katolitska tserkva, UGKC) också kallad Ukrainska katolska kyrkan (Українська католицька церква) eller Grekisk-katolska kyrkan i Ukraina, förkortat UGKK, är en östlig katolsk kristen kyrka som är baserad i Ukraina.
Kyrkan har stått i full gemenskap med den Romersk-katolska kyrkan sedan 1596.

## Historia
UGKK har sitt ursprung tillbaka till dopet av storfurste Vladimir I av Kiev på 1100-talet.
Missionärer från det bysantinska riket spred den kristna tron vidare till Kiev vid en tidpunkt då de östortodoxa i öst och romerska katolikerna i väst fortfarande var i gemenskap med varandra.
Från 1946 till 1989 stämplade sovjetiska myndigheter UGKK som en ''olaglig organisation'' i landet. Kyrkans dåvarande överhuvud, Josyf Slipyi, tillbringade 18 år i sovjetiska fångläger innan han deporterades 1963.

## Överhuvud
UGKK:s nuvarande (januari 2024) överhuvud är Svjatoslav Sjevtjuk, som bär titeln Storärkebiskopav Kiev och Halytj, Hans salighet, Svjatoslav Sjevtjuk.

## Utbredning
Mellan åren 1880-1914 immigrerade ett stort antal ukrainska katoliker till amerika och västeuropa som också fortsatte efter andra världskriget.

## Anhängare
UGKK har mer än 5,5 miljoner anhängare, vilket gör att det är det tredje största kristna trossamfundet i Ukraina (10-15 % av befolkningen), den största bland de 23 östkatolska kyrkorna och den näst största efter den Romersk-katolska (latinska) kyrkan.

## Kalender
Sedan den 1 september 2023 använder den UGKK den gregorianska kalendern, det vill säga samma kalender som används inom västkyrkan.
Dock finns det ett förbehåll för ukrainska grekisk-katolska församlingar att med sin biskops tillstånd att fortfarande följa den julianska kalendern fram till september 2025.

## Språk
UGKK använder tillsammans med andra slavisktalande Östkatolska samt Östortodoxa kyrkor, det traditionella språket kyrkslaviska (Церковнославѧнскїй ѧ҆зы́къ; translitteration: Tserkovnoslavjanskij jazik) under gudstjänster och liturgier. Det är också kyrkans officiella liturgiska språk.
Kyrkslaviskan kommer från från den äldre fornkyrkoslaviskan, som skapades av missionärerna Sankt Methodios och Sankt Kyrillos under 800-talet.
Förutom kyrkslaviskan används också ukrainskan. När det gäller ukrainska katolska kyrkor som är belägna utanför Ukraina kan det lokala folkspråket också användas.

## Övrigt
UGKK har till skillnad från de andra Östkatolska kyrkorna sin egen katekes och dess säte är Uppståndelsekatedralen i Kiev, Ukraina.

## Bilder

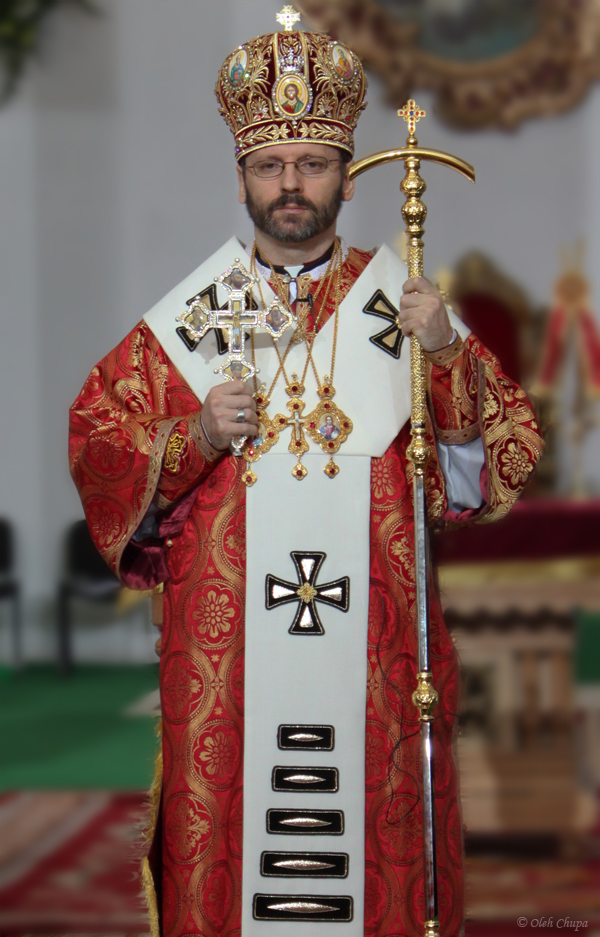
UGKK:s storärkebiskop, Svjatoslav Sjevtjuk.
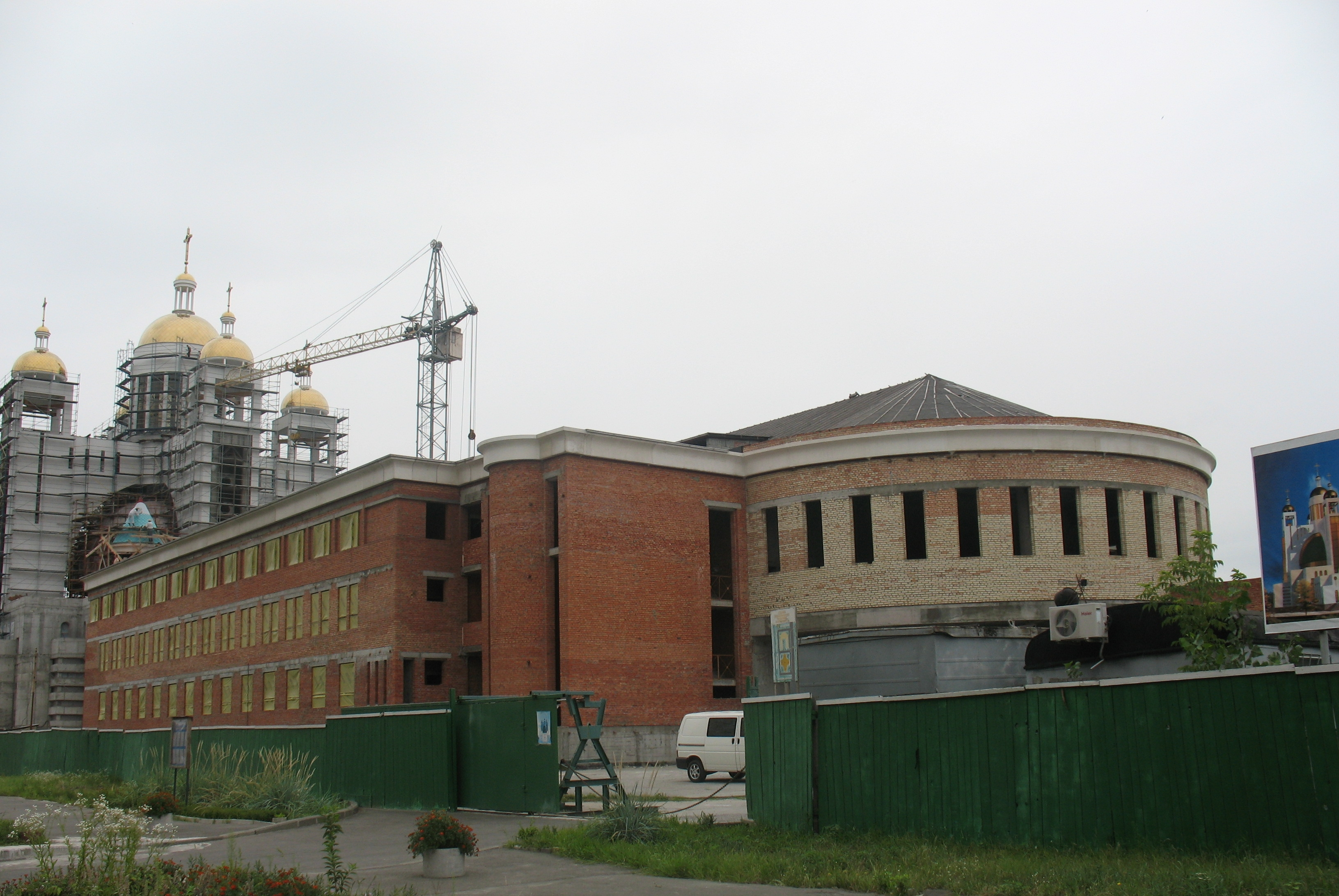
Uppståndelsekatedralen i Kiev, Ukraina.
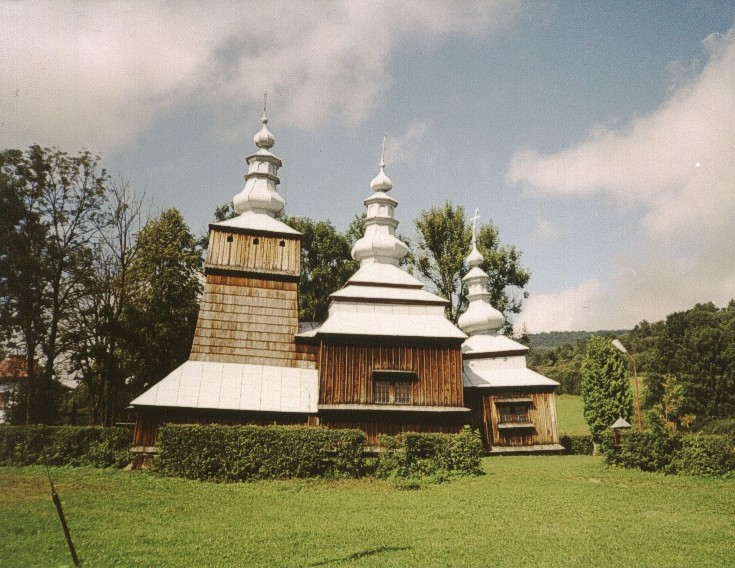
Ukrainsk grekisk-katolsk kyrka i Krepma, Polen.
UGKK:s logga på engelska.